# جوزفين هارت
جوزفين هارت (بالإنجليزية: Josephine Hart)‏ (و. 1942 – 2011 م) هي ناشرة، ومقدمة تلفزيونية، وكاتِبة أيرلندية، توفيت في لندن، عن عمر يناهز 69 عاماً، بسبب سرطان المبيض.

## وصلات خارجية
- جوزفين هارت على موقع IMDb (الإنجليزية)
- جوزفين هارت على موقع إن إن دي بي (الإنجليزية)
- جوزفين هارت على موقع قاعدة بيانات الفيلم (الإنجليزية)

- جوزفين هارت في قاعدة بيانات الأفلام على الإنترنت